# Club Deportivo Everest
El Club Deportivo Everest és un club de futbol de la ciutat de Guayaquil (Equador).
Va ser fundat el 2 de febrer de 1931 amb el nom Círculo Deportivo Everest.

## Palmarès
- Campionat equatorià de futbol:[1][2]
  - 1962

- Campeonato Profesional de Guayaquil[3]
  - 1960